# Jake Kaufman
Jake Kaufman (3 april 1981) is een Amerikaans componist van computerspellen.

## Carrière
Kaufman begon na het vroegtijdig verlaten van zijn middelbare school met het arrangeren en remixen van computerspelmuziek onder zijn alias "virt". Zijn eerste gepubliceerde muziek was in 2000 voor een port van het spel Q*bert voor de Game Boy Color. Hij richtte samen met andere mensen VGMix op, een website waarop remixen van computerspelmuziek werden geplaatst.
Hij ging in 2007 muziek componeren voor andere spellen, zoals Contra 4 en TMNT. Kaufman werkte in 2009 bij Volition aan de muziek voor het spel Red Faction: Guerrilla en ging in 2010 werken bij spelontwikkelaar WayForward. Hier componeerde hij de muziek voor de Shantae- en BloodRayne-serie. In deze periode componeerde hij ook voor het spel Shovel Knight.
In februari 2015 werkte Kaufman samen met vocalist Jessie Seely aan een Kickstarter-campagne voor een virtual reality rockopera. De campagne werd succesvol gefinancierd.
Kaufman treedt ook regelmatig op bij evenementen in de VS, zoals Notacon en MAGFest.

## Lijst van werken
Een selectie van computerspellen waarvoor Kaufman geheel of gedeeltelijk muziek heeft gecomponeerd:
- Q*bert (2000, Game Boy Color)
- Shantae (2002, Game Boy Color)
- Legend of Kay (2005, PlayStation 2)
- Contra 4 (2007, DS)
- TMNT (2007, DS)
- Red Faction: Guerrilla (2009)
- Shantae: Risky's Revenge (2010)
- Batman: The Brave and the Bold – The Videogame (2010)
- BloodRayne: Betrayal (2011)
- Silent Hill: Book of Memories (2012)
- DuckTales: Remastered (2013)
- Shovel Knight (2014)
- Shantae and the Pirate's Curse (2014)
- Legend of Kay Anniversary (2015)
- Crypt of the NecroDancer (2016)
- Shantae: Half-Genie Hero (2016)
- Vitamin Connection (2020)
- Cyber Shadow (2021)
- Shovel Knight Pocket Dungeon (2021)